# Пи Ел
Пи Ел (на английски: Pe Ell) е град в окръг Луис, щата Вашингтон, САЩ. Пи Ел е с население от 657 жители (2000) и обща площ от 1,5 km². Намира се на 128 m надморска височина. ЗИП кодът му е 98572, а телефонният му код е 360.